# Bibliotheca Graeca Medii Aevi
Die Bibliotheca græca Medii Ævi (griechisch Μεσαιωνική βιβλιοθήκη Meseōnikí vivliothíki) ist eine Sammlung mittelgriechischer Schriften, die Konstantin Sathas im 19. Jahrhundert herausgegeben hat. Die sechs ersten Bände erschienen zwischen 1872 und 1877. Ein Nachtrag mit Schriften anonymer Verfasser erschien 1894. Sie wurden in Venedig, Athen und Paris gedruckt.

## Inhalt
Die sieben Bände enthalten bedeutende Schriften, die Sathas bei seinen Forschungen in verschiedenen westeuropäischen Bibliotheken gefunden und zusammengestellt hat. Sie enthalten Schriften von (1.) Michael Attaleiates, Niketas Choniates, Theodoros Metochites, Theodoros Potakios, (2.) Neophytos Enkleistos, Patriarch Germanos, Leontios Machairas, Georgios Voustronios, (3.) Kaisarios Dapontes, Sergios Makraios, Anastasios Gordios, Demetrios Prokopiou, Alexandros Tyrnavites, (4., 5.) Michael Psellos, sowie weitere Märtyrerlisten, Kataloge und vermischte Schriften aus Jerusalem, Zypern und Kreta (6., 7.).

## Ausgaben
Das Werk wurde 1972 von Olms-Weidmann in Hildesheim nachgedruckt. ISBN 978-3-487-04454-5